# Grzegorz Rasiak
Grzegorz Rasiak (nascido 12 de Janeiro de 1979 em Szczecin, Polônia) é um ex-futebolista polaco.

## Carreira

### Polônia
Na temporada 1996-97 Rasiak aderiu segunda divisão lateral Warta Poznań onde passou duas temporadas. Em 1998, mudou-se para Primeira Divisão para equipe GKS Bełchatów, antes de se transferir-se para o Odra Wodzislaw para a temporada 2000-01. A próxima época, mudou-se para o clube onde ele alcançou um nível de sucesso o Dyskobolia Grodzisk. Em três temporadas no Dyskobolia ele jogou em 66 jogos da liga, pontuando 34 metas, formando uma parceria em 2003-04 com Andrzej Niedzielan.
Em 2004 ele foi contratado pelo clube italiano AC Siena. Em seguida, verificou que não pôde jogar pelo clube, uma vez que tenham excedido o limite de jogadores estrangeiros.

### Derby County
Rasiak transferiu-se para o Campeonato Inglês para defender a equipe do Derby County em 24 de Setembro de 2004, para uma transferência gratuita. Em sua primeira temporada com o clube que ele marcou 16 gols em 35 jogos, como Derby terminou em quarto lugar.
Depois de não ter ganho a promoção, o clube estava sob pressão financeira e foram obrigados por seus banqueiros para levantar dinheiro, que levou a Rasiak sendo vendido ao Tottenham Hotspur na Premiership de uma taxa a ser dito até £ 3m.

### Southampton
Em Fevereiro de 2006, Rasiak foi emprestado ao Southampton, onde o ex-gerente do Derby County George Burley foi agora o técnico. A operação foi estruturada inicialmente como um empréstimo de três meses, antes de se tornar permanente, no início de Maio de 2006, Rasiak foi comprado pelo Southampton em uma taxa de £ 2m.
Na temporada 2006-07 ele teve um forte início, pontuação da liga 17 gols, até meados de janeiro, com uma mais dois gols na FA Cup. Incluindo a braçadeira de capitão 4 vezes no campeonato e uma vez na FA Cup, em todos os jogos fora. Depois de meados de janeiro ele perdeu o seu lugar na partida para o compatriota Marek Saganowski, terminando a temporada como o artilheiro do clube, com 21 gols.

### Bolton Wanderers
Em 31 de Janeiro de 2008, Rasiak foi emprestado para a equipe do Bolton Wanderers até o final da temporada. Ele fez sua estréia nove dias mais tarde, em uma derrota para o Portsmouth, no Reebok Stadium.
Sua segunda aparição foi durante o segundo semestre contra o Blackburn Rovers em Ewood Park, onde pontuaram dentro de um par de minutos de sua introdução a partir de substitutos do banco, apenas para o atacante para decidir a meta para fora para fora.

### Watford
Em 15 de Agosto de 2008 Rasiak assinou um empréstimo com a equipe do Watford até o final da temporada 2008-09, com a opção de uma transferência permanente. Ele fez sua estréia em 16 de Agosto de 2008 contra o Charlton Athletic, chegando-se como um substituto para Tamás Priskin em 65 minutos. Marcou o seu primeiro gol para o clube em uma derrota 3-2 em casa para Wolverhampton Wanderers no dia 25 de Outubro de 2008.
Em Janeiro de 2009, Rasiak pontuou na FA Cup contra jogos Scunthorpe United e Crystal Palace para o ajudar a configurar uma quinta ronda empate.

### Reading
Em 2009 Rasiak assinou um empréstimo com a equipe do Reading Football Club

### AEL Limassol
Em 2010 Rasiak assinou um empréstimo com a equipe do AEL Limassol

### Jagiellonia Białystok
Em 2011 Rasiak assinou um empréstimo com a equipe do Jagiellonia Białystok.

### Lechia Gdańsk
Em 2012 Rasiak assinou um empréstimo com a equipe do Lechia Gdańsk.

### Warta Poznań
Em 2013 Rasiak assinou um empréstimo com a equipe do Warta Poznań.

## Carreira na Seleção
Rasiak fez sua estreia internacional para a Polónia, em 10 de Fevereiro de 2002 em um jogo amigável com Ilhas Faroé.
Rasiak fez 37 apresentações para o seu país, pontuando em 8 vezes, e foi parte do sucesso que a equipa qualificada para a Copa do Mundo 2006. Ele foi selecionado para o 23-homens na esquadra nacional que competiu na Taça finais na Alemanha. Dois anos depois, ele não foi seleccionado para o Eurocopa 2008.

### Gols pela Seleção
| #  | Data                    | Local           | Adversário         | Pontuação | Resultado |  |
| -- | ----------------------- | --------------- | ------------------ | --------- | --------- |  |
| 1. | 14 de Fevereiro de 2003 | Split, Croácia  | Macedônia do Norte | 0-3       | Vitória   |  |
| 2. | 16 de Novembro de 2003  | Płock, Polônia  | Sérvia             | 4-3       | Vitória   |  |
| 3. | 14 de Dezembro de 2003  | Ta' Qali, Malta | Lituânia           | 3-1       | Vitória   |  |
| 4. | 15 de Agosto de 2005    | Kiev, Ucrânia   | Sérvia             | 3-2       | Vitória   |  |
| 5. | 17 de Agosto de 2005    | Kiev, Ucrânia   | Israel             | 3-2       | Vitória   |  |
| 6. | 17 de Agosto de 2005    | Kiev, Ucrânia   | Israel             | 3-2       | Vitória   |  |
| 7. | 14 de Maio de 2006      | Wronki, Polônia | Ilhas Faroé        | 4-0       | Vitória   |  |
| 8. | 14 de Maio de 2006      | Wronki, Polônia | Ilhas Faroé        | 4-0       | Vitória   |  |